# Im Do-hwa
Kim Chan-mi (hangul: 김찬미; Gumi, 19 de junio de 1996), actualmente conocida como Im Do-hwa, y también conocida como Chanmi, es una cantante y actriz surcoreana. Es más conocida por haber sido miembro del grupo femenino surcoreano AOA de la agencia FNC Entertainment.

## Biografía
Nació el 19 de junio de 1996, en Gumi, Corea del Sur. Se inscribió en una escuela de baile a una edad temprana, y se presentó en las calles de Gumi. Ella y sus tres hermanos fueron criados por su madre después de que sus padres se divorciaron cuando ella estaba en la escuela primaria. Su madre tenía una peluquería, por lo cual Chanmi decidió convertirse en una idol para ayudar a su madre económicamente. Fue reclutada por la FNC Entertainment y se convirtió en aprendiz durante la escuela media.

## Carrera
El 30 de julio de 2012, debutó como miembro de AOA en el programa M! Countdown de Mnet con su álbum sencillo, Angels' Story y la canción principal "Elvis". AOA ha publicado cuatro EP y diez sencillos en total.
Chanmi también es parte de la subunidad AOA Cream junto con Yuna y Hyejeong. La subunidad lanzó su primer teaser el 1 de febrero de 2016.
La canción y el vídeo musical de "I'm Jelly Baby" fue lanzado el 12 de febrero de 2016.

## Vida personal
El 25 de abril de 2022, cambió su apellido Kim por su apellido materno.

## Filmografía

### Series
| Año  | Título                     | Papel                 | Notas     |
| ---- | -------------------------- | --------------------- | --------- |
| 2016 | Click Your Heart           | Cameo como ella misma | drama web |
| 2016 | Entertainer                | Cameo como ella misma |           |
| 2016 | What’s Up With These Kids? | Geum Hye-ra           | drama web |
| 2017 | Papá está Extraño          | Cameo como ella misma |           |
| 2021 | The Second Husband         | cita a ciegas         | ep. 5     |
| 2023 | Brain Cooperation          | Mujer virtual (cameo) | [ 10 ]    |

### Espectáculos de variedades
| Año  | Título                    | Papel                   | Red       | Notas          |
| ---- | ------------------------- | ----------------------- | --------- | -------------- |
| 2014 | Idol Dance Battle D-Style | Concursante             | MBC Music |                |
| 2016 | Muscle Queen              | Concursante             | KBS       | [ 11 ]         |
| 2017 | I Am An Actor             | Concursante             | K-Star    | 1er lugar      |
| 2017 | Haha Land                 | Panelista               | MBC       | [ 14 ]         |
| 2020 | King of Mask Singer       | concursó como "Hotteok" | MBC       | (ep. #237-238) |